# Ematurga felicis
Ematurga felicis là một loài bướm đêm trong họ Geometridae.